# Marie Josefa Habsburská
 Maria Josefa Habsburská  (Maria Josepha Benedikta Antonia Theresia Xaveria Philippine, 8. prosince 1699, Vídeň, Rakousko – 17. listopadu 1757, Drážďany, Sasko) byla arcivévodkyně rakouská a sňatkem s Augustem III. Saským se nejprve stala saskou kurfiřtkou a později i polskou královnou.

## Rodina
Arcivévodkyně byla nejstarším dítětem císaře Josefa I. a jeho manželky Amálie Vilemíny Brunšvické. Marie Josefa měla dva mladší sourozence: bratra Leopolda Josefa (1700–1701) a sestru Marii Amálii (1701–1756).
Marie Josefa měla teoretickou šanci stát se dědičkou habsburských držav, kdyby její otec ani strýc nezplodili syna, o tuto šanci ji však připravila Pragmatická sankce jejího strýce Karla VI. ve prospěch jeho dcery Marie Terezie.

## Manželství
O sňatku mezi Marií Josefou a Augustem se uvažovalo už od roku 1704, Marie se však nesměla vdát za nekatolíka. Přestože Marie Josefa nebyla příliš pohledná, byla z politických důvodů žádoucí nevěstou. V roce 1712 August konvertoval ke katolictví, a tak jednání začala nabírat hmatatelnější obrysy. Dne 20. srpna 1719 byla Marie Josefa provdána za Augusta, který se v roce 1733 stal saským kurfiřtem a později také králem Republiky obou národů jako August III. Saský. 17. ledna 1734 byla společně s ním korunována.
Prostřednictvím tohoto sňatku mezi Wettiny a Habsburky ženichův otec August II. Silný doufal, že zajistí Sasku lepší pozici v případné válce o následnictví Habsburské monarchie. Nejstarší syn páru Fridrich Kristián Saský ale následoval svého otce a stal se také saským kurfiřtem.
V roce 1740 nárokovala rakouský trůn, ne však pro sebe, ale pro svého manžela. Tento boj vzdala v roce 1742 a brzy s Rakouskem uzavřela alianci.

## Potomci
Marie Josefa měla se svým manželem 14 dětí:
- Fridrich August (18. listopadu 1720 – 22. ledna 1721)
- Josef August (24. října 1721 – 14. března 1728)
- Fridrich Kristián (5. září 1722 – 17. prosince 1763), saský kurfiřt, ⚭ 1747 Marie Antonie Bavorská (18. července 1724 – 23. dubna 1780)
- dcera (*/† 23. června 1723)
- Marie Amálie (24. listopadu 1724 – 27. září 1760), ⚭ 1738 Karel III. (20. ledna 1716 – 14. prosince 1788), vévoda parmský a piacenzský, král neapolský a sicilský a král španělský od roku 1759 až do své smrti
- Marie Markéta (13. září 1727 – 1. února 1734)
- Marie Anna (29. srpna 1728 – 17. února 1797), ⚭ 1747 Maxmilián III. Josef (28. března 1727 – 30. prosince 1777), bavorský kurfiřt
- František Xaver (25. srpna 1730 – 21. června 1806), ⚭ 1765 Maria Chiara Spinucci (30. srpna 1741 – 22. listopadu 1792), morganatické manželství
- Marie Josefa Karolína (4. listopadu 1731 – 13. března 1767), ⚭ 1747 Ludvík Ferdinand Bourbonský (4. září 1729 – 20. prosince 1765), francouzský dauphin
- Karel Kristián (13. července 1733 – 16. června 1796), kuronský a zemgalský vévoda, ⚭ 1760 Franciszka Krasińska (9. března 1742 – 30. dubna 1796)
- Marie Kristýna (12. února 1735 – 19. listopadu 1782), abatyše v Remiremontu
- Marie Alžběta (2. února 1736 – 24. prosince 1818), nositelka řádu Hvězdného kříže, svobodná a bezdětná
- Albert Kazimír (11. července 1738 – 10. února 1822), těšínský vévoda a nizozemský místodržící, místodržící Uher a kníže Sasko-Těšínský, ⚭ 1766 Marie Kristina Habsbursko-Lotrinská (13. května 1742 – 24. června 1798), dcera Marie Terezie a Františka I. Štěpána Lotrinského
- Klement Václav (28. září 1739 – 27. července 1812), kanovník v Kolíně, probošt od sv. Jana, arcibiskup a kurfiřt trevírský
- Marie Kunhuta (10. listopadu 1740 – 8. dubna 1826), nositelka řádu Hvězdného kříže a abatyše v Toruni a Essenu

## Vývod z předků
|                         |                                       |  |                             |                                 |  |  |  |  |  |  |  | Ferdinand II. Štýrský |
|                         |                                       |  |                             |                                 |  |  |  |  |  |  |  |                       |
|                         | Ferdinand III. Habsburský             |  |                             |                                 |  |  |  |  |  |  |  |                       |
|                         |                                       |  |                             |                                 |  |  |  |  |  |  |  |                       |
|                         |                                       |  |                             | Marie Anna Bavorská             |  |  |  |  |  |  |  |                       |
|                         |                                       |  |                             |                                 |  |  |  |  |  |  |  |                       |
|                         | Leopold I.                            |  |                             |                                 |  |  |  |  |  |  |  |                       |
|                         |                                       |  |                             |                                 |  |  |  |  |  |  |  |                       |
|                         |                                       |  |                             | Filip III. Španělský            |  |  |  |  |  |  |  |                       |
|                         |                                       |  |                             |                                 |  |  |  |  |  |  |  |                       |
|                         | Marie Anna Španělská                  |  |                             |                                 |  |  |  |  |  |  |  |                       |
|                         |                                       |  |                             |                                 |  |  |  |  |  |  |  |                       |
|                         |                                       |  |                             | Markéta Habsburská              |  |  |  |  |  |  |  |                       |
|                         |                                       |  |                             |                                 |  |  |  |  |  |  |  |                       |
|                         | Josef I. Habsburský                   |  |                             |                                 |  |  |  |  |  |  |  |                       |
|                         |                                       |  |                             |                                 |  |  |  |  |  |  |  |                       |
|                         |                                       |  |                             | Wolfgang Vilém Neuburský        |  |  |  |  |  |  |  |                       |
|                         |                                       |  |                             |                                 |  |  |  |  |  |  |  |                       |
|                         | Filip Vilém Falcký                    |  |                             |                                 |  |  |  |  |  |  |  |                       |
|                         |                                       |  |                             |                                 |  |  |  |  |  |  |  |                       |
|                         |                                       |  |                             | Magdalena Bavorská              |  |  |  |  |  |  |  |                       |
|                         |                                       |  |                             |                                 |  |  |  |  |  |  |  |                       |
|                         | Eleonora Magdalena Falcko-Neuburská   |  |                             |                                 |  |  |  |  |  |  |  |                       |
|                         |                                       |  |                             |                                 |  |  |  |  |  |  |  |                       |
|                         |                                       |  |                             | Jiří II. Hesensko-Darmstadtský  |  |  |  |  |  |  |  |                       |
|                         |                                       |  |                             |                                 |  |  |  |  |  |  |  |                       |
|                         | Alžběta Amálie Hesensko-Darmstadtská  |  |                             |                                 |  |  |  |  |  |  |  |                       |
|                         |                                       |  |                             |                                 |  |  |  |  |  |  |  |                       |
|                         |                                       |  |                             | Žofie Eleonora Saská            |  |  |  |  |  |  |  |                       |
|                         |                                       |  |                             |                                 |  |  |  |  |  |  |  |                       |
| Marie Josefa Habsburská |                                       |  |                             |                                 |  |  |  |  |  |  |  |                       |
|                         |                                       |  |                             |                                 |  |  |  |  |  |  |  |                       |
|                         |                                       |  | Vilém Brunšvicko-Lüneburský |                                 |  |  |  |  |  |  |  |                       |
|                         |                                       |  |                             |                                 |  |  |  |  |  |  |  |                       |
|                         | Jiří Brunšvicko-Lüneburský            |  |                             |                                 |  |  |  |  |  |  |  |                       |
|                         |                                       |  |                             |                                 |  |  |  |  |  |  |  |                       |
|                         |                                       |  |                             | Dorothea Dánská                 |  |  |  |  |  |  |  |                       |
|                         |                                       |  |                             |                                 |  |  |  |  |  |  |  |                       |
|                         | Jan Fridrich Brunšvicko-Lüneburský    |  |                             |                                 |  |  |  |  |  |  |  |                       |
|                         |                                       |  |                             |                                 |  |  |  |  |  |  |  |                       |
|                         |                                       |  |                             | Ludvík V. Hesensko-Darmstadtský |  |  |  |  |  |  |  |                       |
|                         |                                       |  |                             |                                 |  |  |  |  |  |  |  |                       |
|                         | Anna Eleonora Hesensko-Darmstadtská   |  |                             |                                 |  |  |  |  |  |  |  |                       |
|                         |                                       |  |                             |                                 |  |  |  |  |  |  |  |                       |
|                         |                                       |  |                             | Magdalena Braniborská           |  |  |  |  |  |  |  |                       |
|                         |                                       |  |                             |                                 |  |  |  |  |  |  |  |                       |
|                         | Amálie Vilemína Brunšvicko-Lüneburská |  |                             |                                 |  |  |  |  |  |  |  |                       |
|                         |                                       |  |                             |                                 |  |  |  |  |  |  |  |                       |
|                         |                                       |  |                             | Fridrich Falcký                 |  |  |  |  |  |  |  |                       |
|                         |                                       |  |                             |                                 |  |  |  |  |  |  |  |                       |
|                         | Eduard Falcký                         |  |                             |                                 |  |  |  |  |  |  |  |                       |
|                         |                                       |  |                             |                                 |  |  |  |  |  |  |  |                       |
|                         |                                       |  |                             | Alžběta Stuartovna              |  |  |  |  |  |  |  |                       |
|                         |                                       |  |                             |                                 |  |  |  |  |  |  |  |                       |
|                         | Benedikta Jindřiška Falcko-Simmernská |  |                             |                                 |  |  |  |  |  |  |  |                       |
|                         |                                       |  |                             |                                 |  |  |  |  |  |  |  |                       |
|                         |                                       |  |                             | Karel I. Gonzaga                |  |  |  |  |  |  |  |                       |
|                         |                                       |  |                             |                                 |  |  |  |  |  |  |  |                       |
|                         | Anna Gonzaga                          |  |                             |                                 |  |  |  |  |  |  |  |                       |
|                         |                                       |  |                             |                                 |  |  |  |  |  |  |  |                       |
|                         |                                       |  |                             | Kateřina de Mayenne             |  |  |  |  |  |  |  |                       |
|                         |                                       |  |                             |                                 |  |  |  |  |  |  |  |                       |